# Ernst-Jürgen Lode
Ernst-Jürgen Lode (* 31. Dezember 1940 in Falkenhorst (heute Jastrzębie), Westpreußen) ist ein deutscher Agrarwissenschaftler und Tierzüchter, er ist Ehrenpräsident der Deutschen Gesellschaft für Züchtungskunde und ehemaliger Bürgermeister von Woldegk.

## Leben und Wirken
Der Vater von Ernst-Jürgen Lode war Güterdirektor und wurde nach der Vertreibung auch bald mit der Leitung des Saat- und Tierzuchtgutes in Criewen bei Schwedt/Oder  beauftragt. Das elterliche Umfeld prägte Ernst-Jürgen Lode in zweifacher Hinsicht: einerseits vermittelte es ihm preußische Tugenden im besten Sinne und andererseits weckte es sein Interesse an der Landwirtschaft und speziell an der Tierzucht.
Nach dem Abitur studierte er an der Humboldt-Universität zu Berlin Landwirtschaft mit dem Abschluss als Diplomlandwirt und legte dort später seine staatliche  Tierzuchtleiterprüfung ab. Leistungsvermögen, Forscherdrang und das Interesse, wissenschaftlich zu arbeiten und wissenschaftliche Kenntnisse anzuwenden und zu vermitteln, bewogen ihn zu promovieren.
Seiner A-Promotion im Jahre 1975 zum Dr. agr. ließ er 1991 eine B-Promotion folgen und erwarb so den Dr. habil., verbunden mit der Lehrberechtigung (Facultas Docendi). Im Anschluss an das Studium war er in verschiedenen landwirtschaftlichen Betrieben verantwortlich tätig, so als Tierzuchtleiter im Tierzuchtgut Neuenhagen b. Berlin und als Aufbauleiter der Rinderzuchtanlage im Tierzuchtgut Köllitsch b. Torgau. Von 1978 bis 1981 wirkte er drei Jahre im Rahmen des UN-Entwicklungsprogramms UNDP in Oran (Algerien) als Berater von Betrieben und als Fachlehrer für Tierzucht. Nach seiner Rückkehr wurde er Direktor des Tierzuchtgutes in Woldegk.
2004, 2009, 2014 und 2019 wählten ihn die Einwohner der Stadt Woldegk zu ihrem ehrenamtlichen Bürgermeister. 2024 unterlag er in der Bürgermeisterstichwahl seinem Konkurrenten.

## Forschungsengagements
Die Neugründung von Tierzuchtorganisationen in den neuen Bundesländern war anfangs von erheblichen Problemen begleitet. In einer sehr prekären Situation wurde ihm darum Ende 1991 gemeinsam mit Uwe Branding die Geschäftsführung der "Rinderzucht
Mecklenburg-Vorpommern GmbH" angetragen mit dem Auftrag, die dortige desolate Situation zu bereinigen. Ohne langes Zögern nahm er die Berufung an und entwickelte diese anfangs gefährdete Rinderzuchtorganisation entschlossen und mit viel Geschick zu einem florierenden Unternehmen sowohl in züchterischer und organisatorischer als auch in wirtschaftlicher Hinsicht, das er wohlbestellt an seine Nachfolger 2005 übergeben konnte.

## Ehrenamtliche Tätigkeiten
Der Deutschen Gesellschaft für Züchtungskunde trat Ernst-Jürgen Lode bereits im Jahre 1990 als Mitglied bei, weil er von der Bedeutung dieser Mittlerin zwischen Wissenschaft und Praxis und zwischen den Wissenschaften überzeugt war. Daneben
pflegte er einen intensiven Kontakt zu seiner heimatlichen Alma Mater vor allem mit dem Ziel, die enge Verbindung zwischen Wissenschaft und Praxis zu erhalten.
Aufgrund dieser Qualifikationen war es fast zwangsläufig, dass er 2001 in das Präsidium der DGfZ und im Jahre 2002 zum Präsidenten gewählt wurde. Zu Beginn seiner Amtszeit musste er leider feststellen, dass sein Idealbild von der DGfZ und die Wirklichkeit zunehmend auseinander strebten. Darum plante er umgehend, die Arbeit der Organisation neu auszurichten.
Folgende Ziele wurden angestrebt:
- Mittlerin zwischen Wissenschaft, Verwaltung und Praxis
- Mittlerin zwischen den verschiedenen Wissenschaftsbereichen der Tierproduktion
- enge Konsultation mit Politik und Verwaltung bei Bundes- und Länderbehörden
- Einrichtung von Projektgruppen und ständigen Ausschüssen zu Schwerpunktthemen zur Erarbeitung von Stellungnahmen für Politik, Verwaltung und Praxis
- Einbeziehung und Förderung des wissenschaftlichen Nachwuchses gemeinsam mit der Gesellschaft für Tierzuchtwissenschaft
- Wiedergewinnung der Verbände zur Mitarbeit
- Zusammenarbeit mit allen Dachorganisationen der Tierzucht und der Landwirtschaft
- Einrichtung von Workshops zum Wissenstransfer zwischen Wissenschaft und Praxis

## Ehrungen und Auszeichnungen
- 2010 Ehrenpräsident der Deutschen Gesellschaft für Züchtungskunde (DGfZ)[4]

- 2010 Minister Backhaus verlieh Ernst-Jürgen Lode den Tierzuchtpreis[5]

## Publikationen
- Zur Bedeutung der Belgischen Landrasse für die Herauszüchtung einer Eberlinie. Diss. A, Humboldt-Univ., 1975
- Genetisch züchterische Analyse zur Nutzungsdauer des Schwarzbunten Milchrindes. Diss. B (Habilitation), Humboldt-Univ. Berlin, 1991
- Das zukünftige Zuchtprogramm der Rinderzucht Mecklenburg-Vorpommern. In: Beiträge zur Milchproduktion, Gülzow, 2000, S. 67–75
- Perspektiven in der Tierproduktion : Workshop der Deutschen Gesellschaft für Züchtungskunde e. V. (DGfZ) in Zusammenarbeit mit dem Institut für Tierzucht, Mariensee, der Bundesforschungsanstalt für Landwirtschaft (FAL), 2. Juni 2003. Braunschweig : FAL, 2003
- Tierzuchttagung : am 11. Juni 2004 in der Landw.-Gärt. Fakultät der Humboldt-Univ. Berlin, Bonn : DGfZ, 2004